# Опасни връзки (филм, 1988)
Вижте пояснителната страница за други значения на Опасни връзки.
„Опасни връзки“ (на английски: Dangerous Liaisons) е американска романтична драма от 1988 г., режисирана от Стивън Фриърс. Сценарият е написан от Кристофър Хемптън по неговата едноименна пиеса (1985), която от своя страна е адаптация на френския роман „Опасни връзки“ (Les Liaisons dangereuses, 1782) от Пиер Шодерло дьо Лакло. Сред актьорския състав на филма се нареждат Джон Малкович, Глен Клоуз, Мишел Пфайфър, Ума Търман и Киану Рийвс.
Изпълнението на Клоуз, Малкович и Пфайфър, както и дизайнът на костюмите и сценарият са възторжено приети от филмовите критици. Филмът бележи касов успех, печелейки $34,7 милиона за сметка на бюджета си от $14 милиона. „Опасни връзки“ е сред основните заглавия на 61-вата церемония по връчване на наградите „Оскар“, където е номиниран за отличието в 7 категории, включително за най-добър филм, като в крайна сметка печели 3 статуетки, в това число за най-добър адаптиран сценарий и най-добри костюми.

## Сюжет
Във времето преди Френската революция, маркиза дьо Мартьой планира отмъщение срещу своя бивш любовник граф дьо Басти, който е проявил дързостта да прекрати връзката им. За да успокои городстта си и за да накаже Жеркур, маркизата замисля стратегия, чрез която да прелъсти и опозори младата девица, която графът си е избрал за съпруга – Сесил дьо Воланж. Младата Сесил севсем скоро е била представена в обществото, след като е била възпитавана в манастир.
За да изпълни намеренията си, Мертьой се обръща към съюзника си виконт дьо Валмон, който споделя нейните морални разбирания и също е неин любовник. Виконтът обаче отказва отправената към него молба, защото той на свой ред планира съблазняването на мадам тьо Турвел – президентша, която гостува на леля му – мадам дьо Розмонд. Интересът на виконта се изостря от особено трудната цел – президентшата е отдадена на религията и почита моралните устои. Обстоятелствата заинтригуват маркиза дьо Мертьой, въпреки че ѝ е отправен отказ, и тя решава да вдигне облога. Предложението ѝ е, че ако Валмон успее на прелъсти дьо Турвел, като за целта представи писмени доказателства за това, маркизата ще му отдели още една нощ като награда за триумфалната победа. Виконтът остава доволен от предложението и, оказвайки се още повече предизвикан, приема.
Президентшата дьо Турвел не се поддава на обичайните оръжия на изкусителя Валмон, но и не остава напълно хладна. Един ден виконтът забелязва, че някой го следи. Бързо разбира, че това е пратеник на президентшата. Става му ясно, че проверяват почтеността му. Затова виконтът решава да устрои импровизирана сцена на милосърдие, когато случайно озовавайки се в близко село, спасява фалирало семейство от съдбата да бъде изгонено на улицата. Пратеникът светкавично известява президентшата и тя е във възторг. Това, което изглежда като бляскав успех за виконта, обаче бързо угасва. Затова виконтът е принуден да си послужи с други средства – изпраща слугата си Азолан да съблазни прислужницата на президентшата Жули, за да успее да се домогне до личната кореспонденция на дамата. След като постига успех в това начинание, научава, че президентшата получава писма от своя близка приятелка – мадам дьо Воланж, братовчедка на маркиза дьо Мертьой, която изразява своето неодобрение по повод виконта и съветва дьо Турвел да избягва всячески възможността да падне в ръцете му, за да не съжалява като много други преди нея. В този момент се заражда мотивът дьо Валмон да отмъсти на любезната приятелка дьо Воланж, която го злепоставя. Виконтът решава да приеме вече отправената му задача от макркиза дьо Мертьой и да опозори младата Сесил дьо Воланж.
Междувременно в Париж, младата Сесил се запознава в чаровния кавалер Рафаел Дансьони, който става неин учител по музика. Двамата се влюбват, подтиквани от маркиза дьо Мертьой, която смята, че Дансьони е от неизгодна за женитба партия. Тайно насърчавайки двамата в любовта, маркизата вече е предприела действие в своя изконен план за отмъщение.
След като мадам дьо Воланж уловя дъщеря си във флирт с кавалера Дансьони, се допитва отчаяна до братовчедка си дьо Мертьой как да постъпи. Маркизата вече е научила за склонността на виконта да се включи в играта ѝ и ѝ хрумва да събере участниците на едно място. Преструвайки се на загрижена, тя дава съвет на мадам дьо Воланж да се отдели за известно време в провинцията при скъпата им приятелка мадам дьо Розмонд, където нещата да се утаят и разрешат от само себе си. Мадам дьо Воланж намира съвета на братовчедка си за разумен и се решава да го последва.
В имението на госпожа дьо Розмонд виконтът бързо успява да да прояви успех с младата госпожица дьо Воланж, възползвайки се от нейната неопитност и наивност. В съвместни усилия двамата създават дубликат на ключа за стаята на Сесил, който да спомогне бързия обмен на писмата между нея и Дансьони. Но в резултат на застоя, в който се оказва Валмон, понеже и двете му цели се развиват едва-едва, виконтът прибягва до по-смели постъпки. Злоупотребявайки с ключа от стаята на Сесил, той прониква при нея нощем. Сцената мужду двама им започва като насилие, но се развива в задълбочената обърканост на младото момиче, което вследствие започва да се срамува от постъпката си, заключва се и отказва посетители. Мадам дьо Воланж е сериозно притеснена и с угризения, че предизвиква нещастието на дъщеря си. Не ѝ остава друго освен да помоли маркизата за помощ. Дьо Мертьой пристига в имението на госпожа дьо Розмонд и убеждава младата Сесил, че в случката, която е преживяла няма нищо срамно или греховно. Насърчава я да продължи срещите си с виконта като изтъква, че жената трябва да се възползва от всички любовници, които може да получи. Така Сесил започва да приема тайно виконта вечер, а междувременно маркизата успява да съблазни и кавалерът Дансьони.
Виконтът се опитва да утвръди платоническа връзка с президентшата дьо Турвел, това е моделът на плана му, за да се домогне до нея. Тя се подвежда, че намеренията му са искрени и приятелски, но всеки път, когато се сближат той се опитва да престъпи границата. Манипулативния план на виконта довежда президентшата до нестабилност – тя не успява да види задкулисното влияние и се разкъсва между морала и чувствата. Настъпва момент, когато положението ескалира и бариерите на президентшата се сриват. Точно тогава, въпреки че тя самата е убедена, че пристъпила в греха, виконтът, осенен от милосърдие, не се възползва от нея. Преживявайки тази криза и съветвайки се с госпожа дьо Розмонд, президентшата незабавно решава да напусне имението. Виконтът е гневен и след престоящата му среща с маркизата, която целенасочено налива още масло в огъня, упреквайки го в некомпетентност, се решава да не пропуска повече възможности и да доведе делото докрай. В резултат урежда срещата си с президентшата.
Щом Валмон споделя завоевонието си с маркизата, тя открива за себе си, че изпитва ревност. Отказва да предостави на виконта обещаната му награда и претендира, че сделката не е изпълнена, понеже липсват обещаните в началото писмени сведения от дьо Турвел, които доказват случилото се и напълно злепостяват адресанта си. Виконтът решава да се заеме и с този детайл от изпълнението. Междувременно една вечер Сесил дьо Воланж претърпява аборт. Така виконтът се завръща при маркизата с два триумфа – бебето на Сесил и писмото на дьо Турвел. Заподозряла искрената любов у виконта към президентшата и водена от ревността си, дьо Мертьой си поставя за цел да унищожи възможното положително стечение на обстоятелствата за двамата – отношения, в които тя би се оказала излишната. Служейки си с алегорична история маркизата предизвиква виконта да скъса окончателно с дьо Турвел. Подведен и смутен от това, Валмон действа в полза на плана на маркизата, откривайки по този начин дълбочината на зародилите се у него чувства.
Виконтът се завръща при дьо Мертьой и ѝ засвиделества поредната си жертва. Изразява се, че може би това е най-големият му триумф и единственото по-величествено би било сега отново да си върне президентшата. Маркизата иронично го запитва дали смята, че това е възможно, разкривайки че го е манипулирала и раната, която е успяла да нанесе чрез него на дьо Турвел е смъртоносна. Открива му също така, че мишената ѝ не е била президентшата, а той самият. Маркизата упреква Валмон, че е бил влюбен, но че не може да понесе да му се присмеят. „Суетата и щастието са несъвместими“ казва маркизата. В гняв виконтът иска своето и нарежда на маркизата най-накрая и тя да жертва нещо за него – в случая да му се отдаде и да се откаже от новия си любовник Дансьони. Маркизата заявява, че дълго се е борила никой да не може да си позволи да ѝ нарежда и че не може да го приеме тази вечер, защото вече има планове. Виконтът обаче я парира като ѝ разкрива, че е споделил с Дансьони за лошото състояние на Сесил – което замаскира като болест. От разказа на Валмон става ясно, че Дансьони е предпочел незабавно да се срещне с младата дьо Воланж и да пренебрегне маркизата. Това изключително наранява дьо Мертьой. Положението ескалира дотам, че Валмон отказва да си тръгне без да скрепи сделката си с маркизата, в резултат на което двамата си обявяват война.
Междувременно президентшата постъпва в манастир, където състоянието ѝ рязко се влошава. Маркизата разкрива на Дансьони, че виконтът е любовник на Сесил, в резултат на което кавалерът обявява дуел на Валмон. По време на сражението и в момент на осъзнаване виконтът, който явно има предимство, позволява Дансьони да го рани. Раната се оказва смъртоносна. С последния си дъх Валмон моли Дансьони да предаде на президентшата дьо Турвел, че наистина я е обичал. Също така успява да предаде на кавалера коресподенцията си с маркизата.
Дансьони успява да предаде последните думи на виконда на президентшата дьо Турвел. По-късно тя умира в манастира. Дансьони също така разпространява писмата на маркизата, в резултат на което тя е освиркана в операта и низвергната от обществото.

## Актьорски състав
| Актьор         | Роля                        |
| -------------- | --------------------------- |
| Джон Малкович  | виконт Себастиен дьо Валмон |
| Глен Клоуз     | маркиза Изабел дьо Мертьой  |
| Мишел Пфайфър  | мадам Мари дьо Турвел       |
| Сузи Кърц      | мадам дьо Воланж            |
| Ума Търман     | Сесил Дьо Воланж            |
| Киану Рийвс    | кавалерът Рафаел Дансьони   |
| Милдред Натуик | мадам дьо Розмонд           |
| Питър Капалди  | Азолан                      |
| Валери Гоган   | Жули                        |

## Продукция
„Опасни връзки“ от 1988 е първата кино адаптация на английски език по роман на Лакло. Сценарият е базиран върху театралната адаптация на Кристофър Хемптън, която е носител на награда „Оливие“ и номинация за „Тони“, режисирана от Хауърд Дейвис и в която участват Линдзи Дънкан, Алън Рикмън и Джулиет Стивънсън.
Филмът е изцяло заснет в Ил дьо Франс. Исторически сгради като замъците Венсен във Вал дьо Марн, Шан сюр Марн, шато дьо Герман в Сен е Марн, театър Монтасьо във Версай.
Киноадаптацията бележи последното филмово участие на актрисата Милдред Натуик.
Дрю Баримор се е явявала на кастинг за ролята на Сесил, а Сара Джесика Паркър я е отказала, преди да я предложат на Търман.

## Музика
Музиката във филма е дело на британския композитор Джордж Фентън. Саундтракът включва и различни барокови и класически композитори, които допринасят за звученото от действителност на XVIII век. Сред тях за Антонио Вивалди, Йохан Себастиан Бах, Георг Фридрих Хендел и Кристоф Вилибалд Глук. Интересно е, че никой от тях не е французин.

## Разлики от романа
„Опасни връзки“ от Шодерло дьо Лакло е епистоларен роман. В опитите да се преведе на киноезик, това се оказва трудно обстоятелство. Докато писмото в романа функционира като исторически превдиво и единствено средство за обмен на информация, в киното това е невъзможен израз, защото отнема от динамиката и напълно нарушава живата връзка между героите. Затова писмото е умело трансформирано във филма като естетически принцип и намек за историческата действителност. Това решение несъмнено повлича след себе си множество ефекти и създава последици за героите, езика, простраствата, сюжета и т. н.
Нюансово различие е, че в романа впечатлението, което се изгражда, е че виконтът има основно влияние върху Сесил дьо Воланж, защото дълго време живеят под един покрив. Във филма, където пространствените разстояния са нарушени, наблюдаваме по-засиленото менторство от страна на маркизата върху младата героиня.
Любовта като тема е силно подсилена във филмовата адптация, особено що се има предвид дьо Турвел и дьо Валмон. Чрез езика на киното фокусът е конкретно поставен върху силата на любовта им и ефектите, които тя има върху двама им.
Една от големите разлики между романа и филма е в количеството на срещите между героите. Най-явно това се усеща между маркизата и виконта, които в рамките на текста успяват да се озоват на едно и също място само веднъж. За това свидетелства CLI писмо на Валмон. Унищожавайки дистанцията помежду им, филмът губи от напрежението, което романът изгражда.
От филма липсват ключовите за романа LXXXI писмо, в което маркиза дьо Мертьой прави автодисекция на личността си и обяснява защо и как е станала каквато е; епизодът, в който в малка закачка между виконта и маркизата, дьо Мертьой унищожава обществения образ на героя Преван.
Особена разлика е и финалът в двете произведения. В романа акцентът е върху издаването на цялата кореспонденция около интригата под формата на възпитателен роман. Във филма фокусът е крахът на маркизата. Много внимание е обърнато на това, що се отнася до композиционната рамка, която филмът изгражда. Първите кадри са на подготвеното за деня лице на маркизата, а последните са на падналите маски в мрака.

## Критическа оценка
„Опасни връзки“ отбелязва 94% в оценката на Rotten Tomatoes. Metacritic го оценява като 74, а по анкета на CinemaScore, филмът получава оценка B+, по скалата на оценяване от A до F, където A e най-високото постижение.В IMdB масовият рейтинг го определя на 7,6 по десетобалната система.
Полин Каел от The New Yorker и Хал Хинсън от The Washington Post се изразяват положително и изтъкват силни страни на екранизацията. Роджър Еберт го нимара за „поглъщащ и съблазнителен филм, но не и завладяващ“. Variety го намира като „аналитично изследване върху сексуалността като арена за манипулативни властови игри“.
От Time Out пишат, че „един от основните приноси за филма е решението на Кристофър Хемптън е да запази само най-доброто от романа“. Джеймс Ачисън и Стюарт Крейг също получават високи отличия в полето на работата си около костюмите и дизайнът. Шейла Бенсън от The Los Angeles Times намира вниманието им към детайла за възхитително.
Глен Клоуз получава положителна оценка за ролята си. The New York Times я поздравява за „богатството и комичната деликатност“. Мик ЛаСал от San Francisco Chronicle пише, че „в момента, в който пуска всичко и се отдава на животинско отчаяние, Клоуз потриса“. Роджър Еберт намира двете главни роли за „изиграни до съвършество от Клоуз и Малкович... взаимните им диалози, които се превръщат в изтощителни словесни игри, тенис мач за душата“.
Мишел Пфайфър всеобщо признание за изпълнението си. The Washington Post отбелязва, че ролята ѝ е „най-малко предвидимата и най-сложната“, но също така и че „нищо не е по-трудно от това да се играе добродетел и Пфайфър е достатъчно умна, за да не го направи; тя го въплъщава“. The New York Times наричат пресъздаването ѝ „щастлива изненада“. Роджър Еберт, опитвайки се проследи траекторията на кариерата ѝ, пише, че „Опасни връзки“ единствено повече откроява разноликостта ѝ. Казва също, че „тя е добра, когато е невинна, и още по-добра, когато е виновна“.
Изборът за Джон Малкович в ролята на виконт дьо Валмон се оказва противоречиво решение, което разделя критическата оценка. The New Your Times, въпреки че намира за изненадващо да го види в „напудрени перуки“, все пак заключава, че „интелигентността и силата на актьора оформят начина, по който го възприема публиката“. Критиката на The Washington Post е впечатлена от изпълнението. Казва, че „има известна перверзност в избора на Малкович от от страна на Стивън Фриърс“ и че актьорът „допринася с пленително измерение на героя си, което би се загубило при подбора на по-конвенционално красив артист“. Variety, от друга страна, не проявява такива впечатления. Оценката е, че е уловен „Дон Жуанизма“, но „липсва дяволитостта и съблазнителността, които се очакват от Валмон“.

## Принос и влияние
Бидейки голямо културно произведение, историята около „Опасни връзки“, в лицето на романа и филмовата адаптация, провокира силен интерес и предизвиква културно влияние. Всеизвестно е, че романът е бил безкрайно скандално четиво за времето на създаването си. Съществува мълва, че дори кралица Мария Антоанета е притежавала копие, облицовано с празна корица, за да не може да се узнае авторът и заглавието. В модерни времена можем да отсъдим за силата на влиянието например по изпълнението на Мадона на наградите VMA през 1990 година, когато звездата използва рокля на Джеймс Ачисън, създадена за Глен Клоуз в „Опасни връзки“.

## Награди и номинации
Филмът е номиниран в 42 категории и печели награди в 21 от тях. Носител е на три награди „Оскар“, сред които:
- Награда за най-добър адаптиран сценарий за Кристофър Хамптън
- Награда за най-добри костюми

- Номинация за най-добър декор

Номиниран в 7 категории „Оскар“, останалите отличия са:
- Номинация за най-добър филм
- Номинация за най-добра актриса в главна роля за Глен Клоуз
- Номинация за най-добра актриса в поддържаща роля за Мишел Пфайфър
- Номинация за най-добра музика за Джордж Фентън